# 王秋華
王秋華 （英語：Wang Chiu-hwa，1925年8月8日—2021年6月14日），1925年出生於中國北京，2021年逝世於臺北市。台灣戰後第一代女性建築師，是首位以建築師身分獲得國家文藝獎的女性，也是台灣女建築家學會(WAT)名譽發起人之一。她的建築設計理念強調“美學與工藝必須建立在環境與人性關懷的基礎”，在探究建築的價值過程增加了「公共」的觀念。她為台灣設計了多個圖書館，享有「台灣圖書館之母」的美譽。

## 生平

### 中國出生與求學（1925 - 1946）
1925年8月8日生於北京，幼時因父親工作及中國抗日戰爭，輾轉於武漢、南京及重慶。王秋華父親王世在教育與政治界擔任要職，如武漢大學校長、教育部長及國家外交部長、總統府秘書長、中研院院長等。而母親蕭德華為「中國近代音樂教育之父」蕭友梅的妹妹，畢業於北平高等師範，學習美術。王秋華從小受家庭重視人文思想與教育的影響極深。王秋華四歲半進武漢大學附小就讀，之後再因父親工作轉讀南京鼓樓小學。中學時就讀先就讀重慶中央大學附屬實驗中學，再轉回重慶沙坪壩的南開中學。中學時雖主修理科，但對美術音樂與文學的喜好也很深。1942年她以第一名成績進入重慶中央大學建築學系（今东南大学建筑学院）學習，師從李惠伯教授等人。

### 於美國的學術及職業生涯 （1946 - 1979）
1946年大學畢業赴美進修，先後就讀華盛頓大學建築系、哥倫比亞大學建築及都市設計研究所，師從古德曼（Percival Goodman）並在其事務所打工，1949年碩士學位畢業，1956年任紐約哥倫比亞研究所客座教師，協助古德曼指導學生。
1950 - 1979 年間於古德曼事務所工作，於1960年通過美國建築師考試，並成為事務所合夥人，1969年晉升為主持人，事務所更名為「普西沃．古德曼與王秋華聯合建築師事務所」。古德曼的建築理念對王秋華有著深遠的影響，令她深信建築師的工作須承擔社會責任。1972年，受到父親引薦委託，她設計了中研院美國研究中心（今歐美研究所），並來到台灣現場監造。在美國三十年的工作，為王秋華的建築生涯累積豐富的視野與經驗。

### 回流台灣 （1979 - 2021）
1979年王秋華返台定居，受其堂表妹蕭梅教授推薦，開始任教於國立台北工專（今國立台北科技大學）及私立淡江大學建築系，同時在國立中山大學、國立中央圖書館、國立中正大學、高雄科學工藝博物館等公共機構擔當建築顧問。1983年，她與建築師潘冀共同設計中原大學張靜愚紀念圖書館後，便成立了自己的建築事務所，從此一直與潘冀聯合建築師事務所共同設計多個項目。2003年，王秋華獲頒發中華民國傑出建築師獎。2020年，她獲得第21屆國家文藝獎，成為首名獲得建築類獎項的女建築師。2021年6月14日逝世於台北市仁愛醫院。

## 建築作品
王秋華的建築設計反映現代主義風格，同時著重環境整體性及比例。其中，圖書館建築是她最鍾愛且擅長的設計類型，為台灣的圖書館帶來公共性與社會性的展現，王秋華也因此被稱為「台灣圖書館之母」。

### 設計理念
王秋華曾闡述其設計理念重點在於，「必須先了解使用者的需求，同時思考使用者與周遭環境的關係，再定出設計的目標。當業主就是使用者時，這是不難做到的，但有時業主並非使用者，例如學校、醫院、建設公司等等，這些業主的重點考慮常常是管理與維修的便利，或投資利潤的回收，建築師除滿足業主以外，尚須深入考慮使用者的需求及設計成果可能形成對環境的衝擊，必要時須有熱忱與能力說服業主，修正設計計畫。設計範疇包括了室外與室內，自人車動線、花木景觀至通風採光、裝修家具，都是構成環境的要件。建築師須要仰賴結構、機電、景觀、交通等各行專業的協助，也須虛心地向社會科學界學習，但我們有統籌各行業的重任。」 ，從中可以看見王秋華對於建築之社會性的重視以及整合各專業的能力及責任。
王秋華的生涯中，設計了多個大型並屢獲殊榮的項目。其歷年重要作品如下當中包括：

### 美國工作時期(1950-1979)
1973: 中央研究院美國文化研究所 (今歐美研究所圖書館)
此時期王秋華擔任紐約古德曼建築師事務所合夥人，共同參與或提出設計。古德曼為猶太人，因此參與了不少猶太教堂設計。
1954: Temple Beth E1, Gary, Ind.
1959: 紐約第五大道猶太教堂 (Fifth Avenue Synagogue, New York, N.Y.)
1973: 中研院美國研究中心（今歐美研究所圖書館）
初步設計在美國完成，並由王秋華親自來台三個月現場建造，是她在台灣的第一個建築作品。1977年曾以紐約開業女性建築師身分受邀參展 「Women in American Architecture: A Historic and Contemporary Perspective」展出此作品。
1977: 紐約貝賽德皇后社區學院 (Queensborough Community College, Bayside, Queens, N.Y.)

### 台灣工作時期(1979-2021)
1984: 雪舍 (王秋華自宅)
王秋華在父親去世後，於舊有二層自宅原址拆除後興建新大樓，命名「雪舍」紀念父親。她與母親住在連天台花園的七樓頂樓，公寓的其他樓層則供其他家人居住或出售。
1985: 中原大學張靜愚圖書館
1983至1985期間，王秋華設計了中原大學張靜愚圖書館，充分體現了她對空間感的敏銳度。圖書館藏書量達400,000冊，並擁有一個含150席的會議廳，及一個含750席的自修室。為促進人與人之間的交流，圖書館外設有下沈的花園及有多個出入口的廣場。圖書館另一特色為其雙高設計，以提供自然通風及採光，達到節能的目標，同時創造流暢活潑之視野。中原大學圖書館為王秋華回流後的首個大型項目，她亦因此奪得內政部建築節約能源優良設計獎（1997）及台灣省政府優良建築設計獎（1998）
1986: 國科會精密儀器發展中心
1988: 臺中榮民總醫院研究大樓
1989: 中原大學體育館
1989: 國立彰化師範大學圖書館
1991–97: 台中榮總醫護單身宿舍
1993: 國立中正大學圖書館及資訊中心
1997: 湖北省咸寧市崇陽縣縣立圖書館 （雪艇圖書館）
王秋華與姐姐王雪華，根據其父王世杰的遺願，捐資興建的一座現代化公共圖書館，並以其父的字號命名。
1998: 中國文化大學創辦人紀念圖書館
1997–2004: 中原大學全人教育村
2000–2005: 中國文化大學體育館

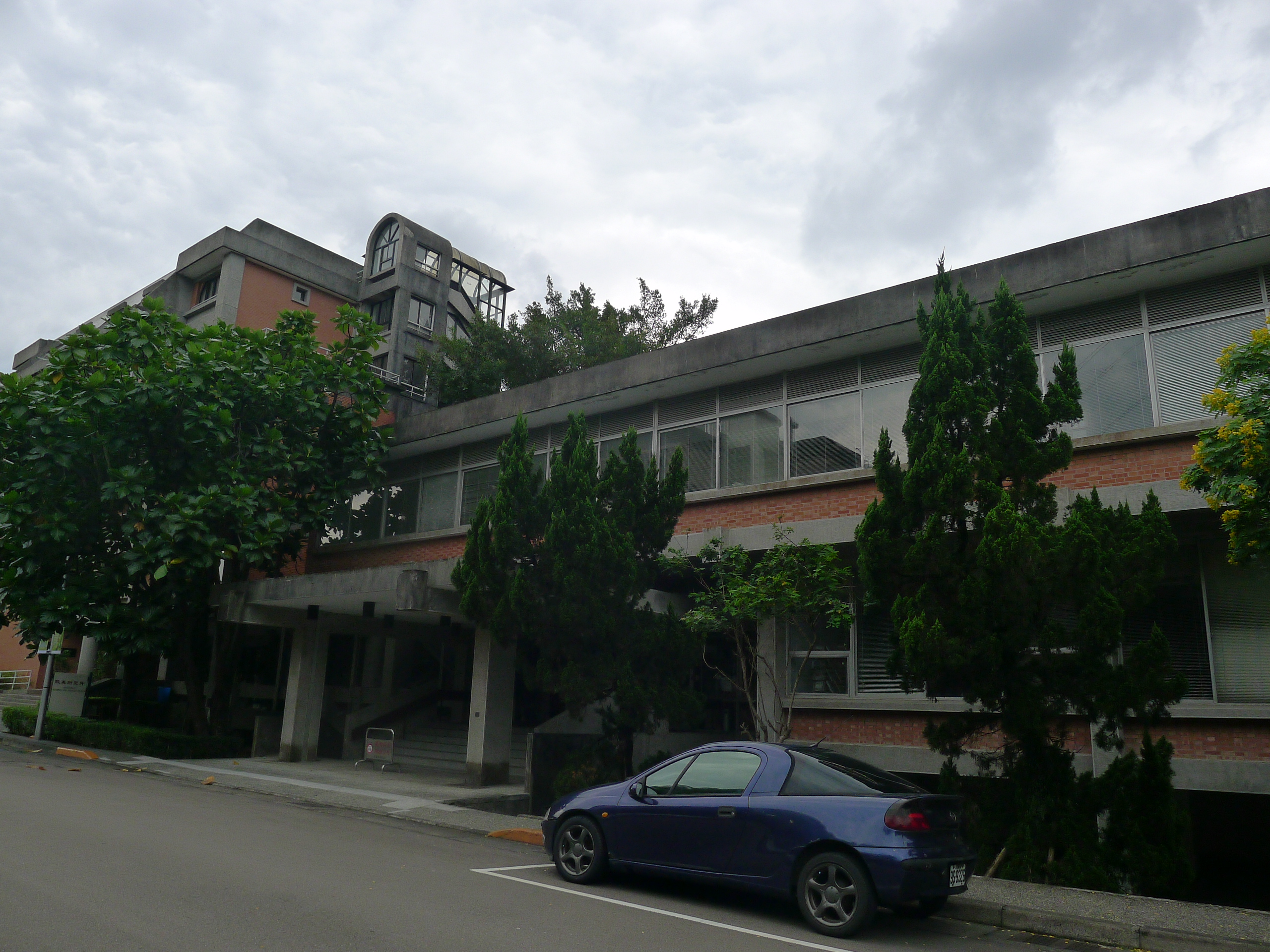
中研院美國研究中心
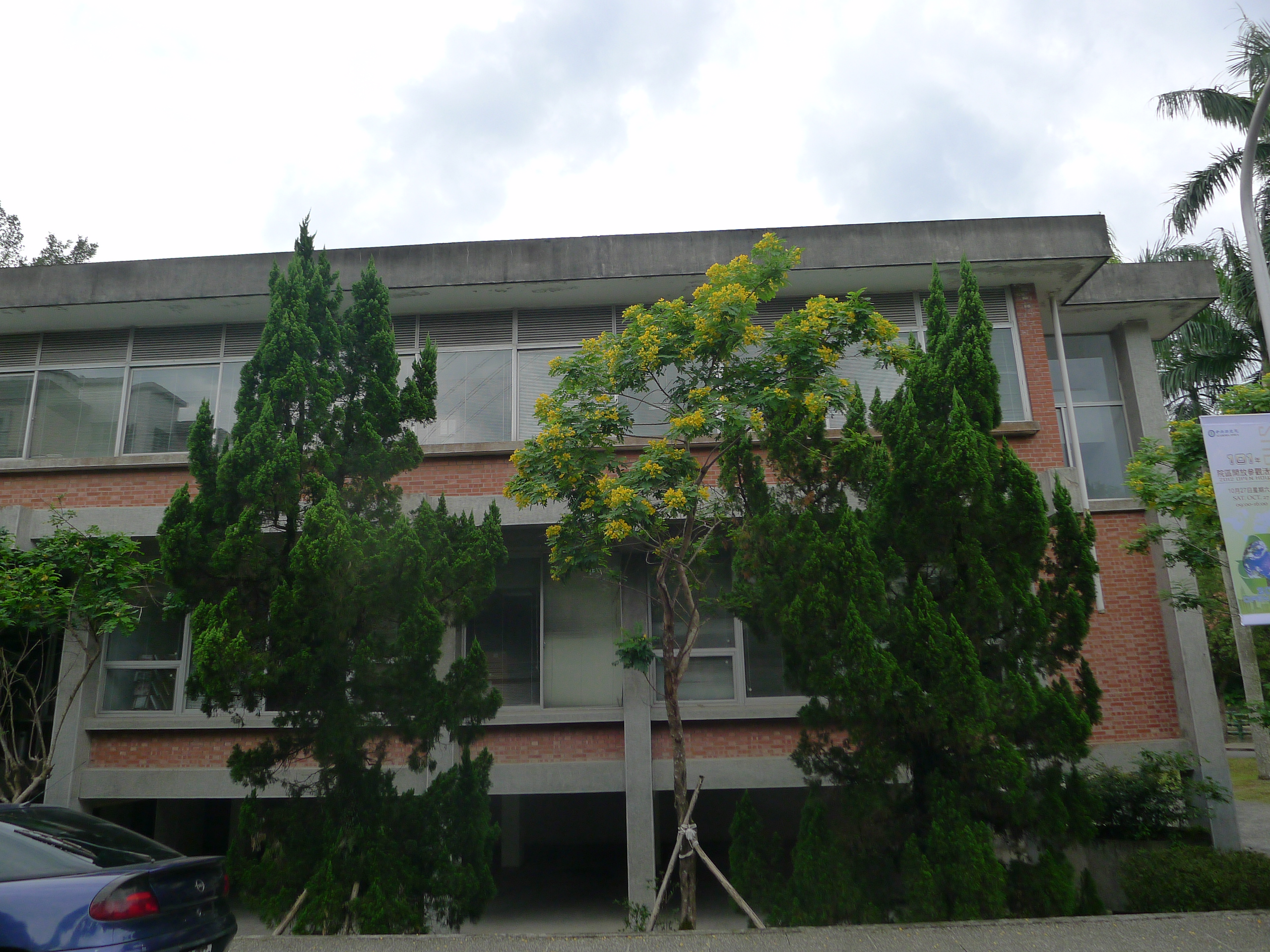
中研院美國研究中心
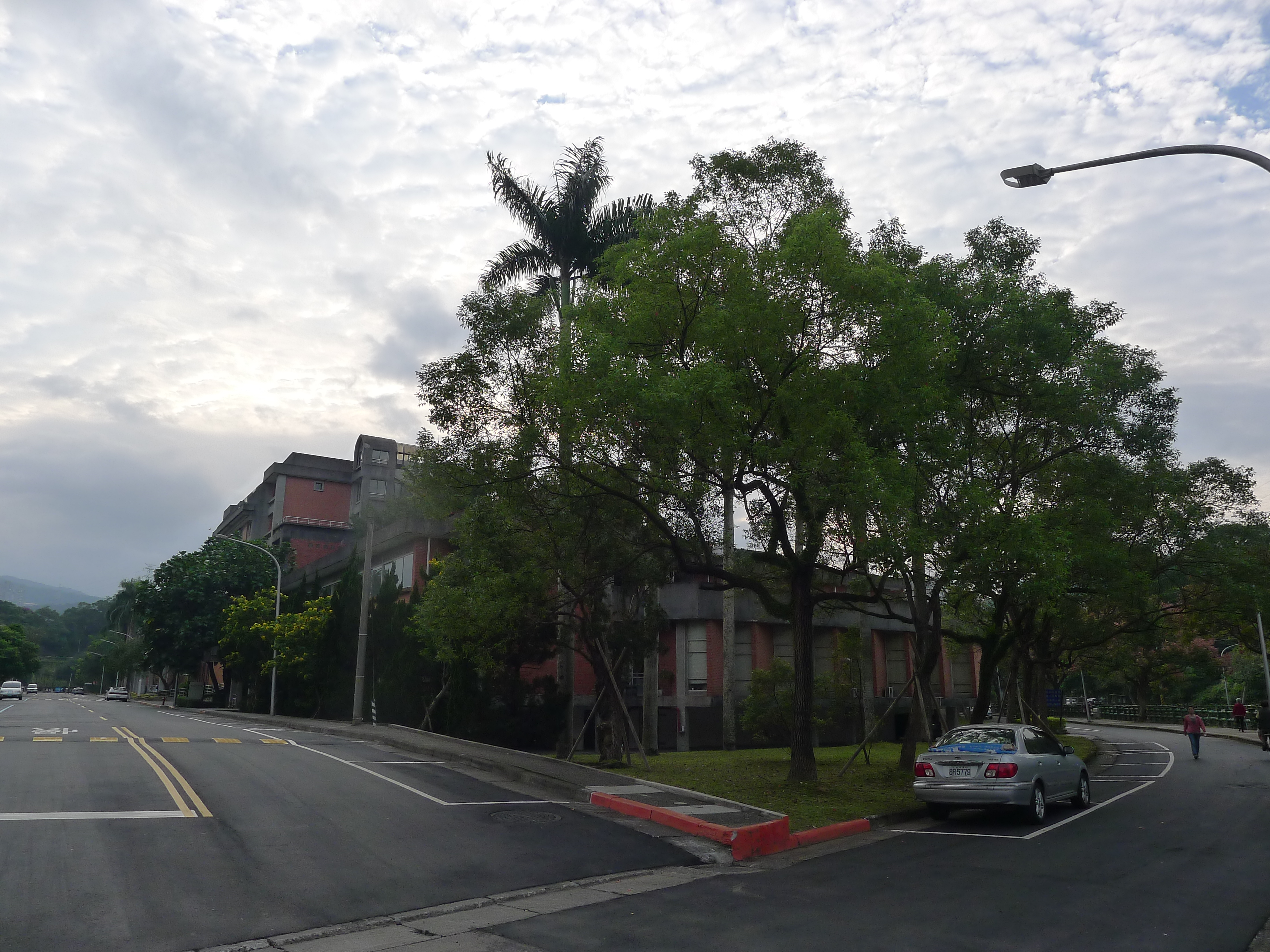
中研院美國研究中心
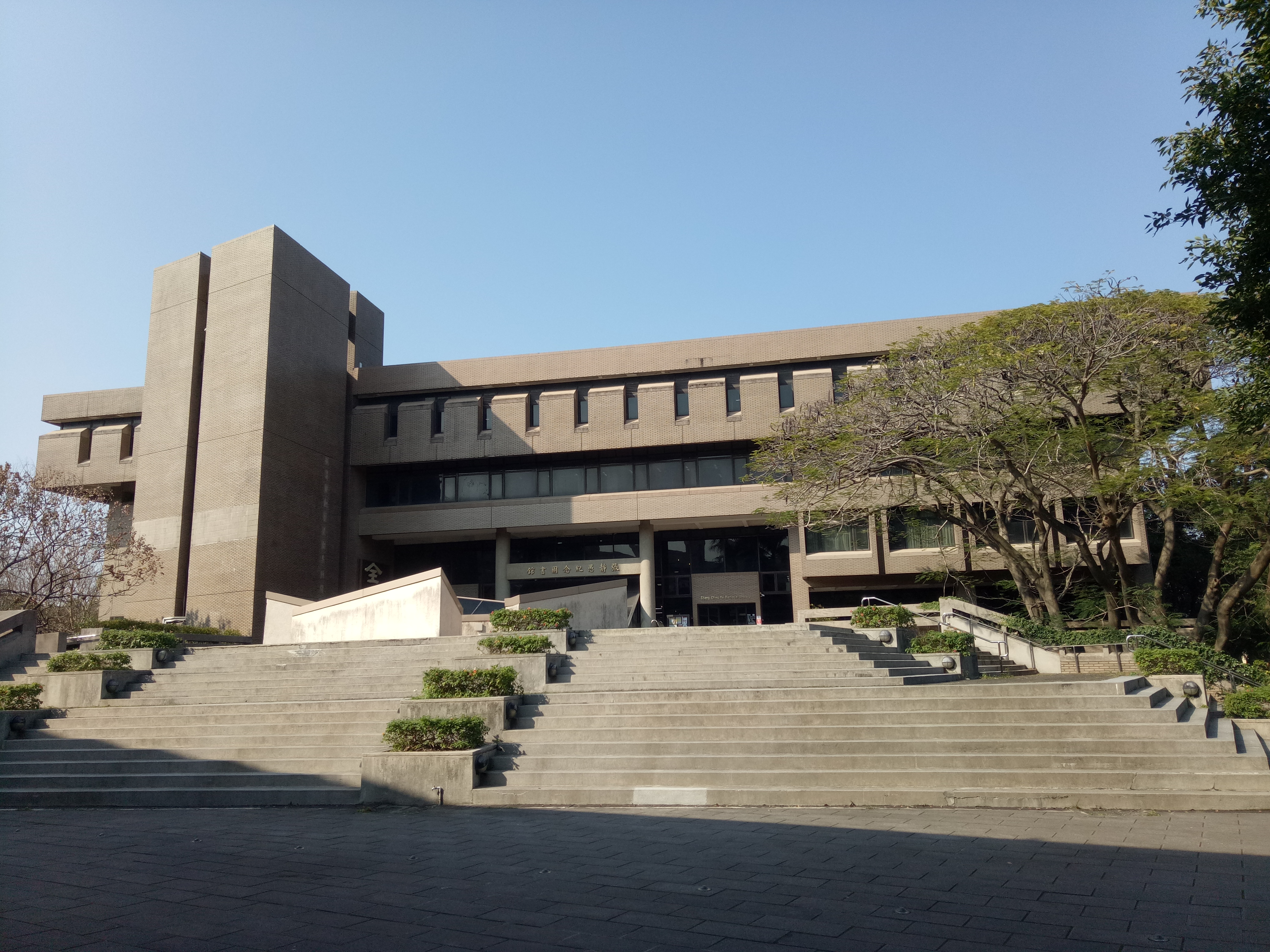
私立中原大學張靜愚圖書館
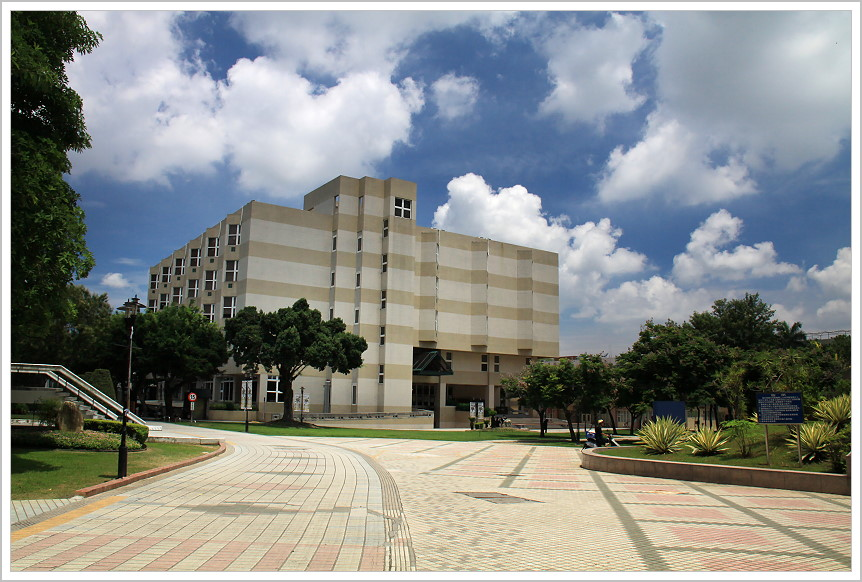
國立彰化師範大學總圖書館
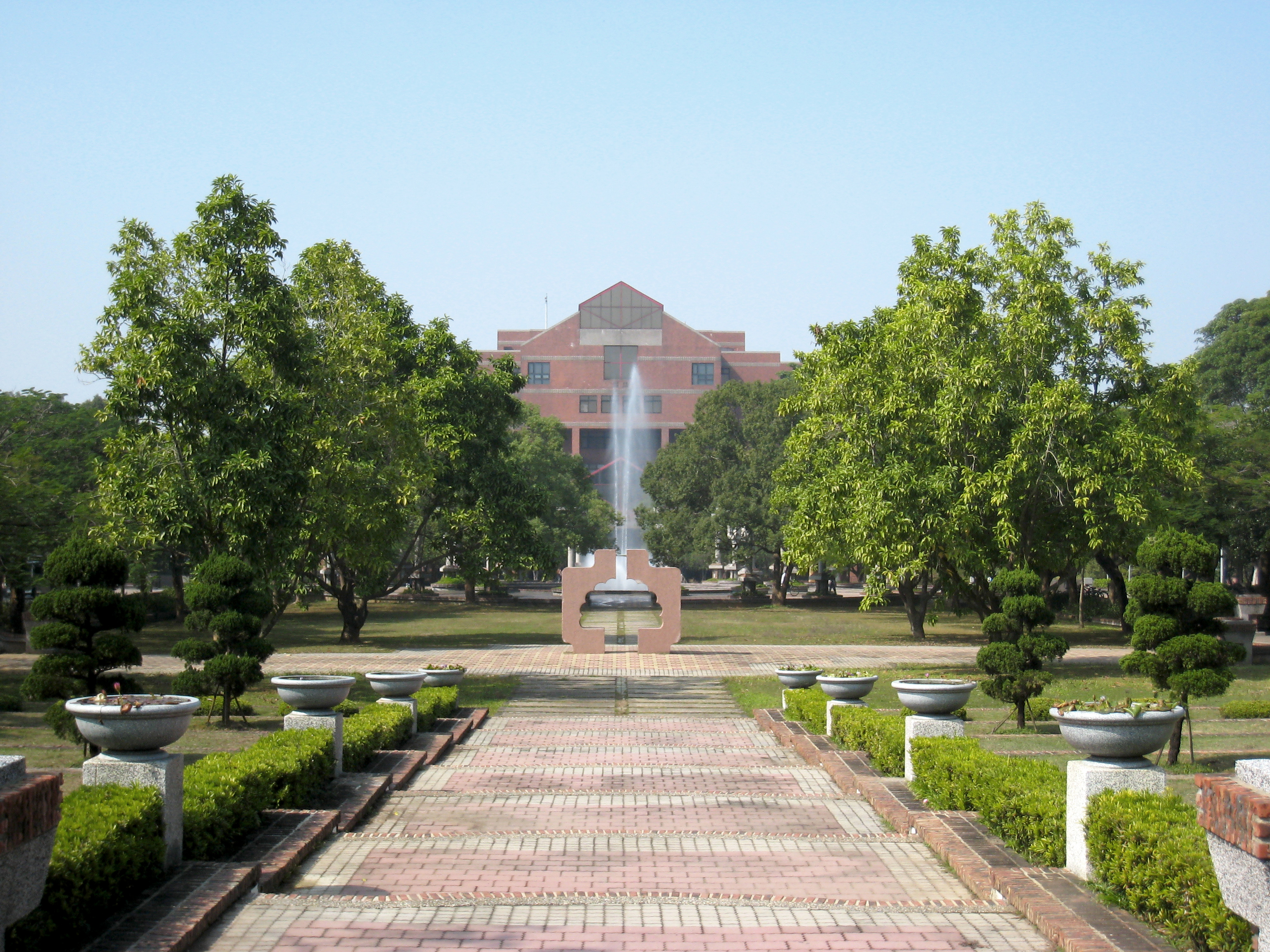
國立中正大學圖書館

## 翻譯文學作品
除了在建築領域上的貢獻，王秋華晚年也翻譯了兩本著作：
- 《看見理想國：一位建築師的夢想國度遊記》（Illustrated Guide to Utopia – An Architect’s Travel Diary）（普西沃•古德曼著，原點，台北2009）。 本書是由王秋華的恩師古德曼著作，以建築專業想像烏托邦文學，進而反思社會。
- 《幻城》（Phantasmagoria）（王大閎著，典藏，台北2013）。 建築師王大閎的著作，藉由懷想未來反省過去[1]。

## 獲獎榮譽
- 第六屆中華民國傑出建築師規劃設計貢獻獎 (2003)[22]
- 第二十一屆國家文藝獎 (2019) [1]

## 教學經歷
- 美國哥倫比亞大學建築研究所客座教師 (VISITING CRITIC, Columbia University) 1956 ~ 1957
- 東海大學建築系客座教師 1965
- 國立台北工專專任教授(現台北科技大學) 1976 ~ 1984
- 國立台北工專兼任教授(現台北科技大學) 1985 ~ 1988
- 私立淡江大學建築系兼任教授 1980 ~ 1996
- 私立淡江大學建築研究所兼任教授 1981 ~ 1996